# Роджър Майърсън
Роджър Брус Майърсън (на английски: Roger Myerson, роден 29 март 1951) е американски икономист и нобелов лауреат, на когото Леонид Хурвич и Ерик Маскин признават „поставянето на основите на теория на механичния дизайн“. Професор в Университета в Чикаго, той има приноси като икономист, приложен математик и политолог.